# دیوئر (دهانه)
دیوئر یک دهانه برخوردی در ماه‌ است.

## دهانه‌های اقماری
این دهانه ۳ دهانه اقماری دارد.
| Dewar | عرض جغرافیایی | طول جغرافیایی | قطر          |
| ----- | ------------- | ------------- | ------------ |
| S     | ۳.۱° S        | ۱۶۳.۹° E      | ۲۳.۰ کیلومتر |
| E     | ۲.۳° S        | ۱۶۷.۸° E      | ۱۵.۰ کیلومتر |
| F     | ۲.۸° S        | ۱۶۷.۵° E      | ۱۴.۰ کیلومتر |